# Xã Hodges, Quận Stevens, Minnesota
Xã Hodges (tiếng Anh: Hodges Township) là một xã thuộc quận Stevens, tiểu bang Minnesota, Hoa Kỳ. Năm 2010, dân số của xã này là 277 người.